# Клод Журден
Клод Журден (фр. Claude Jourdan, 18 червня 1803, Ейріє, Франція — 12 лютого 1873, Ліон, Франція) — французький зоолог і палеонтолог.

## Біографія
У Ліоні він був професором зоології і професором порівняльної анатомії в Ліонському університеті. З 1832 по 1869 він був директором Музею натуральної історії в Ліоні.
Як зоолог, він проводив дослідження живих і вимерлих хребетних, в тому числі хоботних (слони і їх предки). У 1840—1848 рр. йому приписують розкриття 2000 скам'янілостей на різних ділянках розкопок у Франції.

## Визнання заслуг
У 1865 році він став офіцером ордена Почесного легіону. Вулиця в Ліоні названа на його честь. Chaetocercus jourdanii — вид птахів родини Колібрієві названий на честь Журдена.

## Описані таксони
- Hemigalus — рід ссавців родини Віверові.
- Acerodon — рід ссавців родини Криланові.
- Phyllomys blainvillii — вид ссавців родини Ехімісові.
- Macropus irma — вид ссавців родини Кенгурові.

## Праці
- Mémoire sur un nouveau genre de Lémurien. 1834.
- Mémoires sur deux mammifères nouveaux de l'Inde, 1837.
- Mémoires sur un rongeur fossile des calcaires d'eau douce du centre de la France, 1837.
- Mémoire sur cinq mammifères nouveaux, 1837.
- Note géologique et paléontologique sur une partie de l'Ardèche.
- Descriptions de restes fossiles de deux grands mammifères des terrains sidérolitiques.
- Description d'ossements de l'Ormenalurus agilis, 1866.